# Teatro Lirico di Cagliari
Il Teatro Lirico di Cagliari è il principale teatro della città di Cagliari.

## Storia
Il Teatro lirico è stato concepito per  rimpiazzare il Teatro Civico, pesantemente danneggiato dai bombardamenti degli Alleati durante la seconda guerra mondiale, e il Politeama Regina Margherita, distrutto da un incendio nel 1942. Dopo la distruzione di queste due sale la città era infatti rimasta priva di un grande teatro. Il bando per l'appalto è stato pubblicato dal comune di Cagliari nel 1964 ed è stato vinto dal progetto degli architetti bergamaschi Luciano Galmozzi, Pierfrancesco Ginoulhiac e Teresa Ginoulhiac Arslan nel 1967, su un totale di 34 progetti presentati, tra i quali si ricorda anche quello cui partecipa l'architetta Marta Lonzi, insieme a M.G. Dall'Erba, R. Maestro, A. Nuzzo. Il progetto è stato tuttavia inizialmente contestato dalla critica, favorevole invece al secondo classificato, disegnato dall'architetto romano Maurizio Sacripanti. La messa in esecuzione del progetto è stata rallentata da diversi contrattempi, tra i quali una serie di scioperi e la scoperta di una falda acquifera sotto il sito destinato ad ospitare la struttura, e i lavori sono stati avviati solo nel 1971.
La struttura è stata inaugurata il 2 settembre 1993; alla sala principale e al foyer sono stati aggiunti, dopo l'inaugurazione, laboratori (sartoria, attrezzeria, luci, scenotecnica-falegnameria, fabbro), sale prova, magazzini e uffici. È stata realizzata una libreria attigua al teatro, mentre nel foyer della platea sono stati collocati un bar e un ristorante. I lavori sono durati fino agli anni duemila, con la sistemazione (curata dall'architetto Massimo Zucchi) dell'ingresso principale, della biglietteria e della portineria, delle pareti e degli arredi del foyer e dell'illuminazione interna ed esterna.

## Struttura
Si tratta di una struttura in cemento e vetro dalle forme distintive, che si estende su una superficie complessiva di circa 5000 m². Il tetto della struttura ha una copertura in rame brunito. La sala principale copre 1800 m² ed è suddivisa in tre livelli, con due logge a balconata (platea: 800 posti, 1ª loggia: 431 posti, 2ª loggia: 397 posti), pavimentata in parquet. L'arco scenico e le pareti sono coperti da pannelli di gesso e legno con inserzioni in ottone. Il palcoscenico ha una larghezza di 22-23,4 m e una profondità tra i 12,5 e i 25, con la graticcia ad un'altezza di 23 m. Il boccascena è alto 9 m, con un'apertura delle torri variabile tra 12 e 16 m.
Sono presenti diverse sale secondarie, usate principalmente per le prove; una sala con correzione acustica sulle pareti e sul soffitto è impiegata per le prove orchestrali e le audizioni (310 m²), una con gradinata a semicerchio per le prove corali (250 m²). Un'ampia sala, le cui vetrate si affacciano sul Parco della Musica, è dedicata alle prove di ballo e coreografia. È presente anche un'altra sala di 113 m², detta Sala Rossa, con una platea di poltroncine e pareti con parziale correzione acustica. Usata in passato per le prove corali prima dell'approntamento della sala prove del coro, viene usata per le prove dei solisti, ma anche per conferenze e attività didattiche.

## Produzione artistica
Il Teatro Lirico di Cagliari è sede dell'omonima fondazione, la cui attività principale è l'organizzazione annuale di una stagione concertistica (cameristica, sinfonica e corale) e una stagione lirica e di balletto. Oltre ciò, altre attività musicali vengono organizzate nel corso l'anno dalla fondazione usando gli spazi del teatro, il Parco della Musica adiacente, altri spazi a Cagliari e in altre città della Sardegna. 
La stagione lirica del teatro propone spesso opere in prima rappresentazione italiana o comunque poco rappresentate, come Die Feen di Wagner (1998), Dalibor di Smetana (1999), Čerevički di Čajkovskij (2000), Die ägyptische Helena di Richard Strauss (2001), Goyescas di Granados e La vida breve di Manuel de Falla (2001), Euryanthe di Weber (2002), A Village Romeo and Juliet di Delius (2002), Opričnik di Čajkovskij (2003), Alfonso und Estrella di Schubert (2004), Hans Heiling di Marschner (2004), Oedipe di Enescu (2005), Cherubin di Massenet (2006), Gli Uccelli di Braunfels (2007), La leggenda dell'invisibile città di Kitež e della fanciulla Fevronija di Rimskij-Korsakov (2008), Lo schiavo di Antônio Carlos Gomes (2019), Nerone di Arrigo Boito (2024).
Il Teatro Lirico di Cagliari ha ricevuto nel 2001 il premio Franco Abbiati nella sezione "Iniziative", per la qualità del programma, l'innovatività e il gran numero di prime esecuzioni italiane. Tale premio è stato assegnato anche a Denis Krief e Marcelo Alvarez per Lucia di Lammermoor e a Stephen Medcalf per Carmen, opere prodotte dal Teatro Lirico di Cagliari nel 2000 e nel 2005. Il teatro ha realizzato diverse trasmissioni radiofoniche per Rai Radio 3 e numerose incisioni per l'etichetta Dynamic. Tra queste ultime, Die Feen ha ottenuto nel 1999 il premio come disco operistico italiano di Musica e dischi, mentre Dalibor ha ottenuto nel 2001 il Timbre de Platine dalla rivista francese Opèra International.

## Coro
Il Coro ha avuto tra i suoi direttori Bonaventura Somma, Roberto Benaglio, Giorgio Kirschner.
Più recentemente è stato diretto per otto anni, che saranno definiti memorabili  , dal 1997 al 2005,  da Paolo Vero. Successivamente  dal giugno 2005 al dicembre 2007 da Andrea Faidutti, dal gennaio 2008 al dicembre 2011 da Fulvio Fogliazza, dal gennaio 2012 al novembre 2014 da Marco Faelli, dal dicembre 2014 al luglio 2017 da Gaetano Mastroiaco e, dal settembre 2017, da Donato Sivo. Importante caratteristica di questo coro è stata quella di saper interpretare e rappresentare lavori di epoche e stili diversi in lingua originale come ad esempio Gli stivaletti di Čajkovskij che nella prima italiana del 2000 viene registrato dal vivo e trasmesso in tutto il mondo dalla RAI con grande successo di critica e di pubblico  e che sarà replicato anche in anni successivi.